# خرس‌های مهربون
خرس‌های مهربون (به انگلیسی: The Care Bears) یک مجموعه پویانمایی تلویزیونی است که بین سال‌های ۱۹۸۵ تا ۱۹۸۸ میلادی در ۴ فصل و در ۶۰ قسمت پخش می‌شد. این اثر در ایران نیز پخش شده و شهرت دارد.